# Tacirli, Iğdır
Tacirli là một xã thuộc thành phố Iğdır, tỉnh Iğdır, Thổ Nhĩ Kỳ. Dân số thời điểm năm 2011 là 1.166 người.